# Fassa
Dolina Fassa (ladinski: Fascia, tal. Val di Fassa, njem. Fassatal) je dolina u Dolomitima u Trentinu, sjeverna Italija. Kao administrativna dolinska zajednica (talijanski: Comunità di valle, njemački: Talgemeinschaft ) Trentina, zove se Region Comun General de Fascia.
Dolina je dom Ladinske zajednice u Trentinu, koja čini većinu stanovništva.

## Općine
Općine u dolini uključuju (ladinsko ime):
- Canazei (Cianacei)
- Campitello di Fassa (Campedel)
- Mazzin (Mazin)
- San Giovanni di Fassa (Sen Jan)
- Soraga di Fassa (Soraga)
- Moena (Moena)

## Vanjske poveznice
|  | Zajednički poslužitelj ima još gradiva o temi Fassa |

- Fassa Valley travel guide from Wikivoyage
- Fassa Valley travel guide, on bestmountain.eu